# Como Hermanos
Como Hermanos o Le Monde de Pahé es una serie de animación francesa dirigida por Paul Leluc sobre dos amigos llamados Pahé y Seb. Fue estrenada el 1 de agosto de 2009 en Francia y 18 de julio de 2011 en Latinoamérica por el canal Disney XD. También se estrenó en España por los canales Disney XD y Boing.

## Sinopsis
Pahe es africano y Sebastián europeo. Pero cuando se trata de vivir grandes aventuras, no importa lo más mínimo. Sus dos culturas se unen y enriquecen a través de una amistad sincera, que no se deja intimidar ni siquiera en la mayoría de los difícieis.

## Personajes

### Niños

#### Pahé
Un niño de 11 años de edad. Está perdidamente enamorado de Marilou. Él es el mejor amigo de Sebastián (Seb). Tiene capucha amarilla, pantalones verdes y cabello negro. Es un chico travieso, divertido, alegre y sobre todo de buen corazón. Vive con madre, y sus 4 hermanas (a las cuales no soporta). Tiene un pequeño perrito amarillo llamado mistky. Es un poco apasionado y se toma todo muy en serio como por ejemplo es muy bueno negociando dulces en su escuela. Es amigo de cyrano. Casi siempre reta o desafía a Cynthia a competencias absurdas. Es bastante despistado como para darse cuenta de los sentimientos de Cynthia.

#### Sebastián "Seb"
Un niño de tan solo 11 años de edad, es europeo. Él es el mejor amigo de Pahé. Está locamente enamorado de Marnie y de Miss Love (siendo también marnie miss love). Tiene el pelo naranja, camisa verde y pantalones azules. A diferencia de Pahe, Seb representa un poco más de madurez
a pesar de las travesuras que hace junto a pahe, y que sus padres lo traten como un bebe. A diferencia de Pahe y Marilou, Seb y Marnie cada vez se ven de frente ambos se ponen bastante nerviosos hasta el punto de sonrojarse. Seb se podría reconocer como un chico tranquilo, paciente, alegre, dulce y tierno.

#### Marilou
Una niña de 11 años de edad, tiene discapacidad. Siente algo muy fuerte y muy especial por Pahe. Ella tiene cabello rubio, camiseta rosa con un círculo blanco y uno rosa por el medio, chaqueta azul claro y falda azul. Probablemente es amiga de Marnie y Cynthia, Jimmy, Gran Bill y Cyrano.
Quiere divertirse y pasarla bien como una niña normal, aunque Pahe parece que no quiere. Se reconoce por ser tierna, cariñosa, amable y divertida y muy buena deportista.

#### Jimmy
Un niño de 11 años de edad que es divertido y buen amigo de Pahé, Seb, Marilou, Marnie y Gran Bill. Tiene cabello liso de color café, camiseta naranja con rayas amarillas, shorts cafés y lentes. Siempre se le ve con gran bill, probablemente sean buenos amigos. Es reconocido por tener una actitud alegre, enérgica, divertida y sobre todo nunca se cansa, es algo raro.

#### Gran Bill
Es un niño de edad desconocida que tiene gigantismo, amigo de Jimmy, Pahé y Seb. tiene cabello rubio, camiseta azul y pantaloneta de mezclilla.

#### Hortensia
Una niña de 5 años de edad, hermana de Pahé y Rosa. Siempre fastidia a Pahé e imita a Rosa. Lleva todo el cabello en trenzas, camiseta amarilla y falda roja.

#### Marnie
Una niña de 11 años de edad que vive la vida con calma, alegría y felicidad. Esta locamente enamorada de Seb y ha llegado a un punto de ponerse nerviosa cuando está cerca de él, hay veces que salen corazones de sus ojos al solo verlo. Viste con un suéter morado, una falda lila, calcetas largas y zapatos negros. Quiere que su hermana Cynthia y Pahe hagan las paces para que todos jueguen juntos. En un capítulo se convirtió en Miss Love y trato de hacer que Cynthia y Pahe hicieran las pases, lo cual no salió muy bien ella esperaba y no ganó nada, excepto que se ganó el corazón de Seb. Es la gemela de Cynthia.

#### Cynthia
Una niña de 11 años que vive la vida molestando a los demás. Siente algo muy fuerte por Pahe, pero es tan orgullosa que no ha llegado a aceptarlo. A diferencia de Marnie, Cynthia es egoísta, manipuladora, vengativa, molesta, y sobre todo presumida. Quiere ser la mejor en todo, sin embargo no es más que poca cosa. Al igual que Marnie, viste con un suéter morado, una falda de color lila, calcetas blancas y zapatos negros. En un capítulo, participó en una competencia por un desodorante, demostrando que tiene muy buena condición física. Siempre reta o desafía a Pahe a competencias absurdas. Es la gemela de Marnie.

### Adolescentes

#### Rosa
Una adolescente de 15 años de edad, hermana fastidiosa de Pahé y de buena de Hortensia pero a veces Hortensia imita a Rosa por la forma de caminar. Tiene cabello negro, blusa rosa con un corazón azul y pantalones de mezclilla.

### Adultos

#### Mamá Odette
Una mamá de 43 años de edad, ella es amable con su familia y a veces se enoja con Pahé porque Pahé se porta mal. Tiene cabello negro, un pañuelo en su cabeza, camiseta morada y falda verde.

#### Papá de Pahé
Un adulto de 45 años de edad que está en África. Nunca se mudó con su familia y Pahé le llama con el amuleto que regaló su papá para comunicarse con el.

#### Paul
Un papá de 42 años de edad. Le trata como un bebé a Seb y su suegra (abuela de Seb) pero en el episodio de la Cacería de Etú. Tiene cabello café, camisa blanca, corbata azul y pantalones negros. A él le gustan los cacahuates.

#### Simone
Una mamá de 39 años de edad. También le trata como un bebé a Seb y su mamá (abuela de Seb) pero también en este episodio. Tiene cabello liso de color naranja, camiseta de color violeta y falda negra. Cuando está sorprendida, se le suelta el cabello enrollado.

#### Sergio Trampar
El vecino odioso de Pahé y enemigo de Seb, a veces es amable con ellos y tiene 33 años de edad. Utiliza camiseta verde claro con rayas verdes, pantalones de color caqui y tiene el cabello de color de un poco de blanco pero no mucho.

#### Deborah Trampar
La vecina de Pahé de 31 años de edad y esposa de Sergio, siempre le regaña a Sergio para hacer las cosas que ordenó y la despiertan cuando duerme al ver una novela con su tortuga Nadesh. Tiene cabello castaño de color café y vestido rosado.

#### Cyrano
Un adulto de 30 años de edad. Los clientes favoritos son Pahé y Seb. Utiliza un sombrero arábico de color rojo, vestimenta de color blanco medio obscuro y chaqueta caqui.

## Episodios
Anexo:Episodios de Como Hermanos

## Cancelación de la serie
A finales de 2012, Disney decidió cancelar la serie debido al muy bajo presupuesto, la falta de ideas para futuros episodios y aparte que la serie estaba siendo muy criticada por parte de los espectadores, se cree que las críticas fueron debido al racismo. Más tarde se hizo repeticiones en el bloque infantil de TV5 Monde, emitidos los fines de semana a la mañana, pero en su idioma original sin subtítulos en Latinoamérica.

## Reparto
| Personaje               | Actor original       | Actor de doblaje (Hispanoamérica) |
| ----------------------- | -------------------- | --------------------------------- |
| Pahé                    | Sauvane Delanoë      | Ignacio Colombara                 |
| Sebastian (seb)         | Marie Facundo        | Patricio Lago                     |
| Marilou                 | Corinne Martin       | Paula Cugnata                     |
| Jimmy                   | Jérémy Prévost       | Marcelo Armand                    |
| Cyrano                  | Jérémy Prévost       | Ariel Abadi                       |
| Rosa                    | Isabelle Giami       | Agustina Cirulnik                 |
| Hortensia               | Marie Facundo        | Natalia Rosminati                 |
| Odette (mamá de Pahé)   | Sabine Pakora        | Georgina Díaz                     |
| Cynthia                 | Jennifer Fauveau     | Georgina Díaz                     |
| Marnie                  | Jennifer Fauveau     | Georgina Díaz                     |
| Papá de Pahé            | Youssef Diawara      | René Sagastume                    |
| Paul (papá de Seb)      | Guillaume Orsat      | Leto Dugatkin                     |
| Simone (mamá de Seb)    | Brigitte Virtudes    | Valeria Ruiz                      |
| Sergio                  | Antonie Lelandais    | Ignacio Rodríguez de Anca         |
| Comisario               | Marc Duquesnoy       | Gustavo Dardés                    |
| Anunciador de concursos |                      | Gustavo Dardés                    |
| Abuela de Seb           |                      | María Elena Molina                |
| Gran Bill               | Kris Bénard          | Leto Dugatkin                     |
| Misky (Perro)           | Kris Bénard          | Martin Urbisaglia                 |
| Insertos                | Roberto Jimenes Diaz |                                   |

### Voces adicionales
- Georgina Díaz
- Tian Brass
- Ruby Gattari
- Luis Otero
- Ana Patanê
- Martín Urbisaglia
- Natalia Rosminati
- Valeria Ruiz